# Тікаль
17°13′19″ пн. ш. 89°37′22″ зх. д. / 17.22194° пн. ш. 89.62278° зх. д.
Тікаль (Tikal або Tik'al) — найбільше зі зруйнованих стародавніх доколумбівських міст мая, розквіт якого припав на 700 рік нашої ери, розташоване у департаменті Ель-Петен (El Petén, Гватемала). Зараз є частиною гватемальського Національного парку Тікаль, який був створений у 1955 році, пам'яткою світової спадщини ЮНЕСКО, дуже популярною серед туристів. Найближчі великі міста — Флорес і Санта-Єлена, на відстані приблизно 30 кілометрів.

## Опис
Територія міста близько 6,5 кв. км, велика частина якої покрита джунглями. У центрі міста знаходиться головна площа, оточена древніми будівлями.
Східну та західну частини головної площі займають піраміди, на вершині яких розташовані храми. У південній частині індіанці мая звели Центральний акрополь. Між східним храмом і акрополем знаходиться майданчик для гри у м'яч.
На півночі площі розташований Північний акрополь — комплекс різного роду споруд (храми, вівтарі, піраміди), які мають загальну велику кам'яну основу. На площі біля основи акрополя рядами встановлені кам'яні стели та вівтарі.
Північний акрополь є місцем зародження Мутульского царства. На його території похований перший тікальский правитель — цар Йаш Еб Шоок.
Пізніше центр змістився на чотириста метрів далі в Мундо Пердідо («Загублений світ»). До складу архітектурного комплексу входить 37 споруд, побудованих навколо 32-х метрової піраміди мая — однієї з найдавніших в місті. Ця піраміда «Загубленого світу» нагадує піраміду, яку плем'я мая звело в місті Теотіуакан, розташованому за тисячу кілометрів звідси в Мексиці.
Відомо про захоплення у IV столітті теотіуаканцями столиці Мутульского Царства. Після цього спостерігається зміна життєвого укладу Тікаля. У його архітектурному вигляді з'явилися нові риси, змінилися методи ведення бойових дій, релігійним центром знову стає Північний акрополь. До початку VI століття місто переживало свої найкращі часи. Потім протягом декількох століть була низка воєн, втрата панівного становища, відродження, знову занепад та забуття.

## Флора та фауна
Руїни знаходяться у низовинному тропічному лісі. Відомі дерева в парку Тікаль включають гігантські сейби (Ceiba pentandra), священні дерева мая; тропічні кедри (Cedrela odorata) і червоне дерево (Swietenia). Щодо фауни, агуті, мавпи павуки, мавпи ревуни, індики, ігуани, тукани та зелені папуги живуть тут у великій кількості. Кажуть, тут інколи зустрічаються ягуари і коаті.

## Тікаль у класичний період

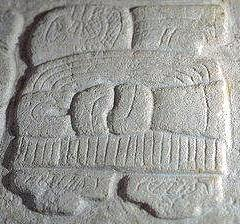
Емблема міста гліфами мая

Назва Тікаль (Tikal — «місце голосів» або «місце мов» місцевою мовою мая) може бути дуже старим, хоча ієрогліфічні тексти класичного періоду зазвичай згадують його як Мутуль (Mutul) або Йаш-Мутуль (Yax Mutul), що означає «зелена в'язка», і, можливо, метафорично «перше пророцтво».
Населення Тікаля в період розквіту (тобто протягом класичного періоду) за оцінками дослідників становило між 100 тис. і 200 тис. мешканців.
Тікаль був одним з найбільших культурних, політичних і населених центрів цивілізації мая. Монументальна архітектура почала з'являтися тут ще в 4-му столітті до н. е., у Тікалі знаходять червоно-помаранчевий посуд, що датується 700 роками до н. е.
Місто досягло розквіту протягом класичного періоду, приблизно з 200 року н. е. до 850 року. Будується комплекс «загублений світ» з пірамідою заввишки 10 метрів, котра ще 4 рази буде добудовуватись та досягне 32 метрів.
Після 850 року будівництво монументальних споруд припинилося, деякі з палаців були знищені, а населення знизилося, поки місто не було зовсім покинутим у 10 столітті.

## Археологічні дослідження
У 1848 році була організована перша наукова експедиція для дослідження городища, хоча перші згадки іспанських авторів про руїни Тікаля датовані XVII ст. Протягом XIX — початку XX ст. було кілька експедицій, коли були зроблені малюнки з барельєфів та написів. Була споруджена злітна смуга у 1951 році, що значно полегшила доступ до міста. Співробітниками Пенсильванського університету, у 1957–1970 роках. були проведені великі обсяги робіт. В 1979 році тут була запущена великомасштабна реставрація, ініційована урядом Гватемали та університетом Пенсильванії. Було відновлено безліч дуже важливих пам'ятників, які перебували під загрозою зникнення, упорядковувано всі інші структури. Реставрація продовжується і до цього дня.

## Галерея

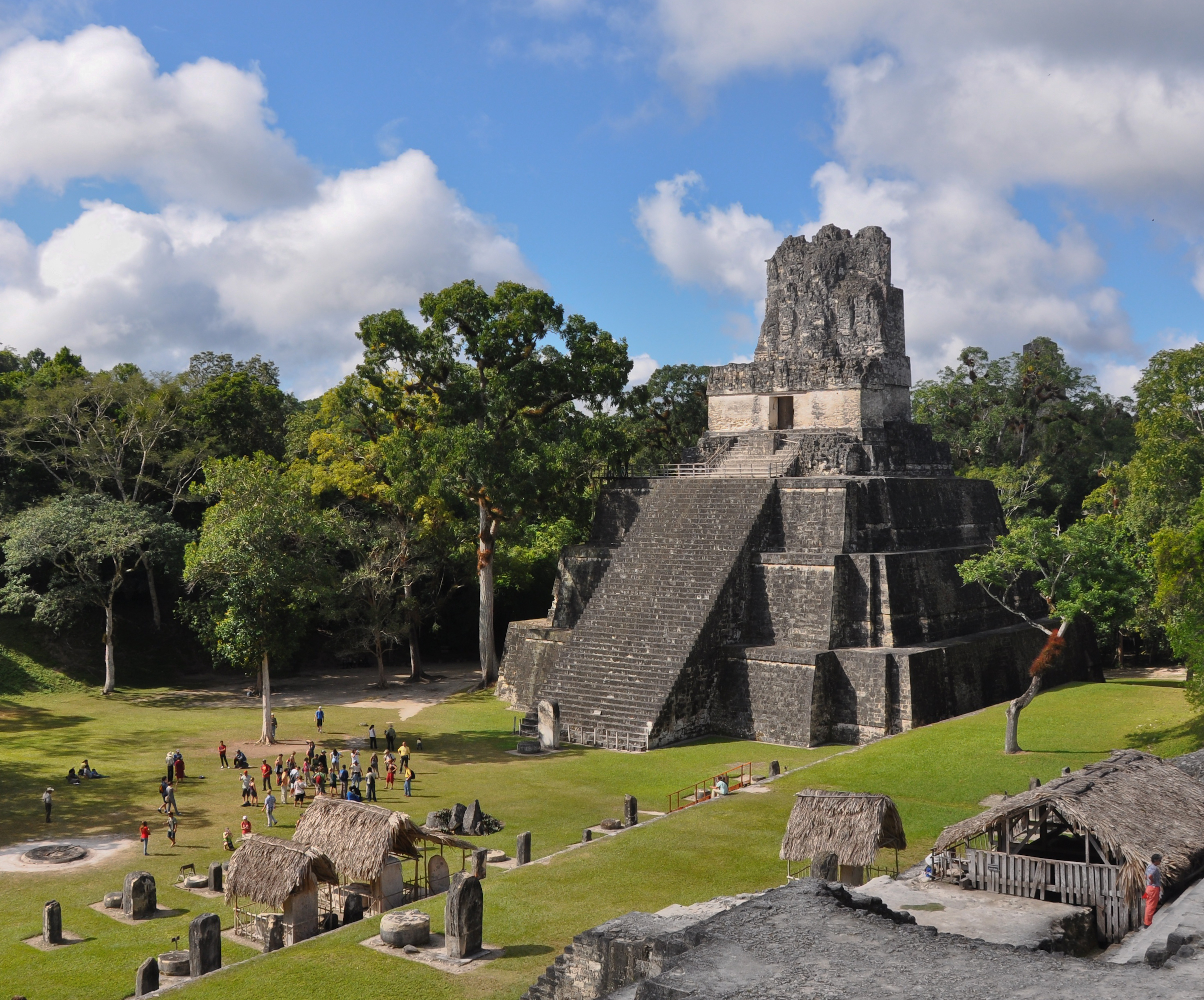
Храм Тікаль II
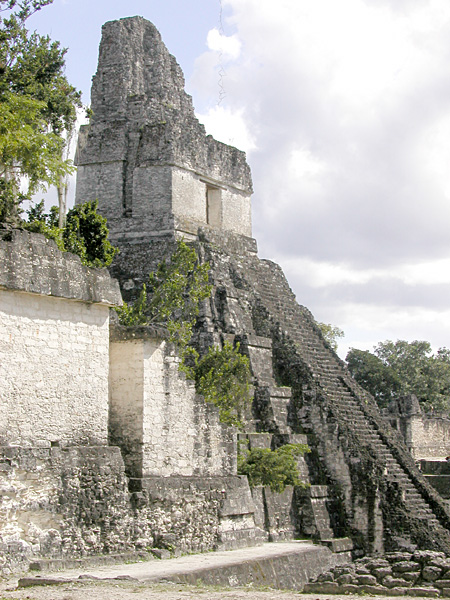
Храм Тікаль I